# Víctor Manuel López Forero
Victor Manuel López Forero (Puente Nacional, 29 de março de 1931 — Bucaramanga, 23 de setembro de 2023) foi um arcebispo de Bucaramanga.
Víctor Manuel López Forero foi ordenado sacerdote em 27 de outubro de 1957 e foi incardinado no clero da Arquidiocese de Bogotá. Papa Paulo VI nomeou-o em 6 de maio de 1977 bispo auxiliar de Bogotá e bispo titular de Afufenia.
O Arcebispo de Bogotá e Vigário Militar da Colômbia, Cardeal Aníbal Muñoz Duque, o ordenou bispo em 29 de junho do mesmo ano; Os co-consagrantes foram José Gabriel Calderón Contreras, Bispo de Cartago, e Alfonso López Trujillo, Arcebispo Auxiliar ad personam em Bogotá.
João Paulo II o nomeou Bispo de Socorro y San Gil em 6 de dezembro de 1980. Em 7 de junho de 1985 foi nomeado Vigário Militar da Colômbia e Bispo Titular da Cilíbia. Em 21 de junho de 1994 foi nomeado arcebispo de Nueva Pamplona. Em 27 de junho de 1998 foi nomeado Arcebispo de Bucaramanga. Em 13 de fevereiro de 2009, Bento XVI acatou seu pedido de demissão por idade.